# يانغيقوريليش
يانغيقوريليش هي بلدة في مقاطعة آلتين ساي في ولاية صرخنداريا في أوزبكستان.